# Prolog
För andra betydelser se Prolog (olika betydelser).
Prolog etablerar en kontext och ger bakgrundsdetaljer till en berättelse. Ofta är det en berättelse som hänt innan som vävs in i handlingen. Ordet kommer av grekiska πρόλογος prologos, av προ-, pro- före, och λογος logos, ord. Motsvarande begrepp på latin är praefatio. I de klassiska grekiska dramerna hade företalet, prologen, en stor betydelse, och utvecklades till ett slags litteratur i sig. Den klassiska betydelsen av prolog liknade mer den moderna betydelsen av förord. Prolog används inom litteraturen som en typ av förtext som innehåller något som är av intresse för det följande utan att vara en del av det.